# Blutpirol
Der Blutpirol (Oriolus traillii) ist eine südostasiatische Vogelart aus der Familie der Pirole.
Das Artepitheton bezieht sich auf den schottischen Physiker, Biologen und Philosophen Thomas Stewart Traill.

## Unterarten
Es sind vier Unterarten beschrieben worden:
- O. t. traillii (Vigors, 1832) – Himalaya, Südchina, Nord-Indochina und Nord-Thailand
- O. t. robinsoni Delacour, 1927 – Süd-Indochina
- O. t. nigellicauda (Swinhoe, 1870) – Hainan
- O. t. ardens (Swinhoe, 1862) – Taiwan

## Merkmale

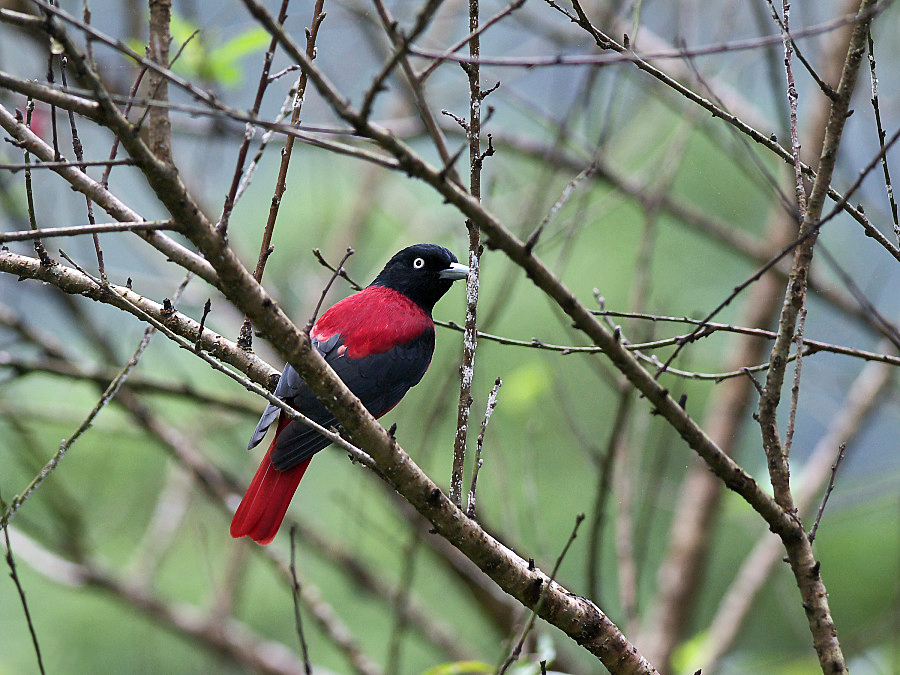
O. t. ardens im Norden von Taiwan

Blutpirole sind etwa 25–28 cm groß. 
Männchen der Nominatform O. t. traillii sind am Kopf, am Hals, an der oberen Brust und an den Flügeldecken glänzend schwarz gefärbt. Der Rest des Körpers ist metallisch weinrot. Der Schwanz ist mit einer blasseren weinroten Färbung versehen. Die Iris ist gelblich-weiß. Der Schnabel und die Beine sind hellblau bis grau.
Weibchen der Nominatform haben einen bräunlich-schwarzen Kopf und einen dunklen graubraunen Rücken. Der Bürzel ist kastanienbraun; die Flügel sind dunkelbraun und mit einem hellen Rand versehen. Die inneren Schwanzfedern sind weinrot bis braun, die äußeren Schwanzfedern sind blasser. Die Unterseite ist weiß oder hellgrau und auffällig schwarz gestreift. Manchmal sind das Kinn und die obere Brust schwarz.
Junge Männchen ähneln adulten Weibchen, doch Kopf und Kehle sind schwarz und der Rücken ist dunkler. Außerdem ist die Unterseite schwarz gefärbt und mit weinroten Streifen und Flecken versehen. Der Bürzel ist gelbbraun. Die Iris ist braun und der Schnabel ist heller als bei adulten Vögeln.
O. t. robinsoni ist kleiner und leichter als die Nominatform und mehr karminrot als weinrot gefärbt. O. t. nigellicauda ist ebenso mehr karminrot und hat ein glänzenderes Gefieder. O. t. ardens ähnelt letzterer Unterart, ist aber größer und verfügt über einen kräftigeren Schnabel.

### Stimme
Blutpirole stoßen häufig ein hartes, schnarrendes „kee-ah“ oder „ko-kay-wa“ aus, gefolgt von einem pfeifenden, flüssigen „pi-io-io“. Außerdem geben sie häufig ein „nyaoooow“ von sich, das dem Miauen einer Katze ähnelt. Paare singen oft abwechselnd. Dabei singt das Männchen eine Melodie und das Weibchen antwortet mit einem langgezogenen Pfeifen.

## Verbreitung und Lebensraum
Die Vogelart ist in Südostasien vom westlichen Himalaya über Südchina, Myanmar, Laos und Thailand bis ins südliche Vietnam verbreitet. Isolierte Populationen kommen auf Taiwan und Hainan vor.
Blutpirole leben in dichten, feuchten Laub- und Nadelwäldern. In China nisten sie in Höhen von bis zu 4000 m, in Nepal und Bhutan steigen sie selten über 2500 m. In Thailand kommen sie in Höhen von 150 bis 800 m am häufigsten vor. Außerhalb der Brutsaison, d. h. im Winter, sind sie oft in Baumplantagen anzutreffen und kommen in geringeren Höhen als im Sommer vor.

## Ernährung
Der Blutpirol sucht seine Nahrung allein, zu zweit oder in kleinen Gruppen. Meist findet die Nahrungssuche in Bäumen statt, seltener kommt der Vogel auch auf den Boden oder in das Unterholz. Er ernährt sich von Blütennektar, Beeren, Früchten (insbesondere Feigen), Insekten und deren Larven bzw. Raupen.

## Fortpflanzung
Die Brutzeit dauert in Indien von April bis Juni, in Myanmar wird im März gebrütet. Das 7 bis 9 cm tiefe Nest misst im Durchmesser mindestens 12 cm und besteht aus ineinander verwebten Pflanzenfasern, Rindenstücken, Grashalmen, Ranken, Bambussprossen, Blättern, Moosen, Wurzeln und Spinnweben. Es wird von beiden Elternteilen nahe der Baumkrone in einer dünnen, recht weit vom Stamm entfernten Astgabel in einem hohen Baum mit dichtem Laub errichtet. Das Gelege besteht aus zwei bis drei weißen, cremefarbenen oder rosafarbenen Eiern, die mit rötlich- oder violett-braunen Flecken versehen sind und an der breitesten Stelle schwarze Streifen aufweisen. Die Eier sind etwa 30 mm lang und 26 mm breit und werden abwechselnd von beiden Elternteilen ausgebrütet. Auch bei der Aufzucht der Jungen beteiligen sich sowohl das Weibchen als auch das Männchen.

## Gefährdung
Die Art wird aufgrund des sehr großen Verbreitungsgebietes von etwa 5.200.000 km² und der stabilen Population in der Roten Liste der IUCN als nicht gefährdet (Least Concern) eingestuft.
Die taiwanische Unterart O. t. ardens ist durch die Abholzung von Primär- und Sekundärwäldern im Tiefland bedroht. Seine Population wird auf nur noch wenige hundert Exemplare geschätzt.